# Escuela Secundaria Femenina Bruriah
La Escuela Secundaria Femenina Bruriah (en inglés estadounidense: Bruriah High School for Girls) es una academia talmúdica femenina ubicada en Elizabeth, Nueva Jersey, en los Estados Unidos. La escuela forma a estudiantes de séptimo y duodécimo grado. Durante el día, el plan formativo consiste en estudios religiosos y seculares. La escuela forma parte del Centro Educativo Judío en inglés: Jewish Educational Center), y es dirigida por el decano, el rabino Elazar Mayer Teitz. El Centro Educativo Judío, ha sido acreditado por la Asociación de Colegios y Escuelas de los Estados Medios, y por la Comisión de Escuelas Secundarias, desde el año 2008. Durante el curso escolar 2015-2016, la escuela ha tenido una inscripción de 379 alumnos y 42 profesores. El porcentaje de estudiantes, consistía en un 99,2% por ciento de estudiantes blancos, y un 0,8% por ciento de estudiantes negros. La escuela se llama como el personaje Bruriah del Talmud babilónico.